# Combat d'Isaccea
Guerre de Crimée
Batailles
- Isaccea (10-1853)
- Oltenița (11-1853)
- Pitsounda (11-1853)
- Sinope (11-1853)
- Cetate (12-1853)
- Silistra (04-1854)
- Kurekdere (08-1854)
- Bomarsund (08-1854)
- Petropavlovsk (08-1854)
- Alma (09-1854)
- Sébastopol (10-1854)
- Balaklava (10-1854)
- Inkerman (11-1854)
- Eupatoria (02-1855)
- Taganrog (05-1855)
- Kars (07-1855)
- Tchernaïa (08-1855)
- Malakoff (09-1855)
- Kanghil (09-1855)
- Kinbourn (10-1855)

Le combat d'Isaccea, Isakça (nom ottoman), Isaktcha (transcription de l'époque) ou Isatcha (transcription erronée, mais fréquente, entre autres chez Arnoul, Gouttman et Ladimir) eut lieu le 23 octobre 1853 : ce furent les premiers coups de canons de la guerre de Crimée.

## Contexte
La forteresse d'Isaccea est placée, sur la rive droite du Danube, en Dobroudja alors territoire ottoman, en aval de Reni et en amont d'Izmaïl situées sur la rive gauche du Danube, en Bessarabie alors territoire russe.
Le 23 octobre 1853, l'Empire ottoman déclare la guerre à l'Empire russe.

Ce même jour, la flottille russe d'Izmaïl se met en mouvement afin de se mettre en communication avec Braila, port de Valachie qui faisait partie des principautés danubiennes sous suzeraineté ottomane mais administrées depuis 1834 par les Russes et occupées par les troupes russes depuis le 3 juillet précédent.

## Le combat
Le dimanche 23 octobre 1853, deux bateaux à vapeur russes, le Prut et l’Ordonnance, suivis de huit chaloupes canonnières, forcèrent le passage du Danube et essuyèrent un feu très vif de la forteresse turque d'Isakça.

## Bilan
Dans cette affaire furent tués du côté des russes, le lieutenant-colonel commandant de la flottille, 3 officiers et 12 matelots, et on dénombra en outre une cinquantaine de blessés.